# Sony Ericsson Xperia mini
Il Sony Ericsson Xperia Mini è uno smartphone Android che ne monta la versione Gingerbread 2.3.4 (aggiornabile a Ice Cream Sandwich 4.0.4).
Il terminale è stato distribuito nell'agosto del 2011.
Il dispositivo ha un display da 320 x 480 pixels  a 3 pollici, ottimizzato da BRAVIA Engine, (motore grafico di cui è dotato il display, sviluppato da Sony, rende i colori più accesi e nitidi) un processore da 1024 MHz (Qualcomm QSD8255),  RAM da 512 MB, GPU Adreno 205, fotocamera da 5 Megapixel capace di scattare foto a 2592 x 1536 con zoom digitale 8x, video a 1280x720 a 30 fps, autofocus, flash LED, riconoscimento facciale, tag geografico, stabilizzatore delle immagini e il rilevatore di sorrisi.
Il telefono è dotato di 320 MB di memoria interna, espandibile via Micro SD (supporta fino a 32 GB). La batteria è agli Ioni di Litio da 1200 mAh, in Stanby garantisce 340 ore, in conversazione 4 ore.
Il terminale garantisce un'ottima portabilità, perché offre delle dimensioni veramente ridotte: pesa solamente 94 g, è alto 88 mm, largo 52 mm e spesso 16 mm.